# Toshima (Ōshima, Tokyo)
Toshima (利島村?) è un villaggio giapponese situato sull'omonima isola, facente parte della Sottoprefettura di Ōshima, il cui territorio ricade sotto la giurisdizione del Governo Metropolitano di Tokyo.